# Risto
Risto je moško osebno ime.

## Izvor imena
Ime Risto je različica moškega osebnega imena Kristjan.

## Pogostost imena
Po podatkih Statističnega urada Republike Slovenije je bilo na dan 31. decembra 2007 v Sloveniji število moških oseb z imenom Risto: 88.

## Osebni praznik
Osebe z imenom Risto lahko godujejo takrat kot osebe z imenom Kristjan.